# Сахих Ибн Хиббана
Сахи́х Ибн Хибба́на (араб. صحيح ابن حبان‎) — сборник хадисов, мусульманских преданий о жизни и деятельности пророка Мухаммеда, собранный хадисоведом, «шейхом Хорасана» Мухаммад ибн Хиббаном ат-Тамими ад-Дарими аль-Бусти.

## Автор
Ибн Хиббан (ум. в 965 году) обучался мусульманским наукам у многих видных учёных того времени, среди которых ан-Насаи, аль-Хасан ибн Суфьян, Абу Яаля аль-Мавсили, аль-Хусейн ибн Идрис аль-Харави, Абу Халифа аль-Джамхи, Имран ибн Муса ибн Маджаши’, Ахмад ибн аль-Хасан ас-Суфи, Джафар ибн Ахмад ад-Димашки, Абу Бакр ибн Хузайма и другие. Его учениками были Мухаммад ибн Манда, Абу Абдуллах аль-Хаким и многие другие. Ибн Хиббан исполнял обязанности судьи (кадия) в Самарканде, отлично разбирался в фикхе и науке о хадисах, знал астрономию, медицину и многие другие науки.

## Описание книги
Изначальное название «Сахиха» Ибн Хиббана — «Достоверный сборник, [разделённый] на части и категории, без оборванных цепей и отвергнутых передатчиков» (араб. المسند الصحيح على التقاسيم و الأنواع من غير وجود قطع في سندها و لا ثبوت جرح في ناقلها‎, «аль-Муснад ас-Сахих ’аля ат-такасим ва-ль-анва’ мин гайри вуджуди кат’ин фи санадиха ва ля субути джархин фи накилиха»). Среди других хадисоведов сборник коротко именуется «ат-Такасим ва-ль-анва’» (см. «Тазкират аль-хуффаз» аз-Захаби и «Кашф аз-зунун» Кятиба Челеби), а в простонародье — «Сахих Ибн Хиббана».
Сахих Ибн Хиббана во многом перекликается с «Сахихом» его учителя — Ибн Хузаймы, сборник которого ценится среди мухаддисов выше, чем сборник Ибн Хиббана. Вышеперечисленные «Сахихи» Ибн Хузаймы и Ибн Хиббана, а также «Мустадрак» аль-Хакима считаются наиболее авторитетными сборниками после «Сахихов» аль-Бухари и Муслима.
В отличие от сборников других хадисоведов, «Сахих» Ибн Хиббана разделён не на «книги» (китаб) и «главы» (баб), а на 5 «частей» (кисм — аксам) и 400 «категорий» (нау’ — анва’).

## Версии
Полный оригинал сборника Ибн Хиббана утерян (уцелели некоторые фрагменты), а текст доступен лишь в переработанном виде, в труде Алауддина Абуль-Хасана Али ибн Балабана аль-Фариси (1276—1338) «аль-Ихсан фи такриб Сахих Ибн Хиббан» (изменён порядок оглавления), который хранится под № 35 и № 715 в Национальной библиотеке Египта в 9 томах. Количество страниц в томах: 303, 309, 301, 278, 249, 287, 263, 302 и 274 соответственно.

## Исследования
Исследованию и изучению «Сахиха» Ибн Хиббана посвящены следующие труды:
- «Мухтасар» (краткое изложение) Сирадж ад-Дина Умара ибн Али, более известного как Ибн аль-Мулаккин аш-Шафии.
- «Маварид аз-зам’ан ли-заваид Ибн Хиббан» Нур ад-Дина Али ибн Абу Бакра аль-Хайсами аль-Мисри аш-Шафии.